# Patrick Flandrin
Pour les articles homonymes, voir Flandrin.
Patrick Flandrin (né le 2 juin 1955 à Bron) est un physicien français, directeur de recherche au CNRS, chercheur à l’École normale supérieure de Lyon ainsi que membre et président (2021-2022) de l’Académie des sciences.

## Biographie
Après un diplôme d’ingénieur d’ICPI Lyon (aujourd’hui CPE Lyon) en 1978, Patrick Flandrin a soutenu une thèse de Docteur-Ingénieur en 1982 à l’Institut national polytechnique de Grenoble et obtenu un Doctorat d’État ès sciences physiques en 1987 au sein du même établissement.
Il a rejoint en 1982 le Centre national de la recherche scientifique (CNRS), où il occupe actuellement un emploi de directeur de recherche de classe exceptionnelle.
Affecté de 1982 à 1990 à l’ICPI Lyon — où il a été responsable du laboratoire de Traitement du signal de 1987 à 1990 —, il a rejoint en 1991 l’École normale supérieure de Lyon, où il a créé un groupe « Signaux, systèmes et physique » au sein du laboratoire de physique.
Parmi différentes responsabilités au niveau national, il a été directeur de la structure CNRS coopérative GdR ISIS de 2002 à 2005, et président du GRETSI (l’association française de traitement du signal et des images) de 2009 à 2019.
Élu membre de l’Académie des sciences en 2010, il en est le vice-président pour la période 2019-2020 et le président en 2021-2022.

## Contributions scientifiques
Patrick Flandrin est un spécialiste de traitement du signal. Depuis sa thèse en 1982, il a conduit des activités de recherche dans trois directions principales.
Il a d’abord contribué à des avancées fondamentales en analyse temps-fréquence, avec le développement d’approches générales destinées à l’analyse, la décomposition et le traitement de signaux non stationnaires,,.
Il a également pris une part active dans le développement de la théorie des ondelettes depuis son tout début, avec des contributions pionnières et largement citées à l’analyse multirésolution de processus invariants d’échelle,,, ouvrant la voie à de nombreuses applications dans des domaines aussi variés que l’ingénierie biomédicale ou la modélisation du trafic internet.
Plus récemment, tout en revisitant un certain nombre de questions fondamentales en analyse de séries temporelles non stationnaires à l’aide de méthodes nouvelles, pilotées par les données,, il s’est intéressé à l’étude de systèmes complexes spécifiques, liés aux activités humaines, marquant un infléchissement vers des approches basées sur les réseaux.

## Ouvrages
- Temps-Fréquence, Hermes (Paris), 1993 (1st ed.) et 1998 (2nd ed.)
- Time-Frequency/Time-Scale Analysis, Academic Press (San Diego), 1999
- Explorations in Time-Frequency Analysis, Cambridge University Press (Cambridge), 2018

## Prix et distinctions
- 1991 : Prix scientifique Philip Morris en mathématiques
- 2001 : Prix Michel-Monpetit de l’Académie des sciences
- 2001 : Wavelet Pioneer Award de l’International Society for Optics and Photonics (SPIE)
- 2002 : Fellow de l’Institute of Electrical and Electronics Engineers (IEEE)
- 2009 : Fellow de l’European Association for Signal and Image Processing (EURASIP)
- 2010 : Médaille du mérite de l’École normale supérieure de Lyon
- 2010 : Élu membre de l’Académie des sciences
- 2010 : Médaille d'argent du CNRS
- 2011-2012 : Distinguished Lecturer de l’IEEE Signal Processing Society
- 2014 :  Chevalier de l'ordre des Palmes académiques
- 2017 : Technical Achievement Award de l’IEEE Signal Processing Society